# Percina smithvanizi
Percina smithvanizi és una espècie de peix pertanyent a la família dels pèrcids.

## Descripció
- Pot arribar a fer 6,3 cm de llargària màxima.
- Absència de colors brillants al cos i les aletes dels adults.
- No presenta una banda de color carabassa a l'aleta dorsal espinosa.
- Taca petita i fosca a les parts superior i inferior de la base de l'aleta caudal.
- Línia lateral completa.
- Els mascles tenen una filera d'escates modificades al nivell mitjà de l'abdomen.
- L'aleta anal del mascles reproductors no és excessivament allargada.[4][5]

## Hàbitat
És un peix d'aigua dolça, bentopelàgic i de clima temperat (32°N-34°N, 87°W-85°W) que viu entre 0-1 m de fondària.

## Distribució geogràfica
Es troba a Nord-amèrica: conca del riu Tallapoosa (Geòrgia, els Estats Units).

## Observacions
És inofensiu per als humans.